# عرب حاج (قرية)
عرب حاج هي إحدى قرى النوبة والتي تقع في دولة السودان في منطقة دنقلا .